# Filmografija Katharine Hepburn

## Filmografija
| Godina | Film                                  | Uloga                       | Glavni glumac          | Redatelj             | Bilješke                         |
| ------ | ------------------------------------- | --------------------------- | ---------------------- | -------------------- | -------------------------------- |
| 1932.  | A Bill of Divorcement                 | Sidney Fairfield            | John Barrymore         | George Cukor         |                                  |
| 1933.  | Christopher Strong                    | Lady Cynthia Darrington     | Colin Clive            | Dorothy Arzner       |                                  |
| 1933.  | Jutarnja slava                        | Eva Lovelace                | Douglas Fairbanks, Jr. | Lowell Sherman       | Oscar za najbolju glavnu glumicu |
| 1933.  | Male žene                             | Jo                          | Paul Lukas             | George Cukor         |                                  |
| 1934.  | Spitfire                              | Trigger Hicks               | Robert Young           | John Cromwell        |                                  |
| 1934.  | The Little Minister                   | Babbie                      | John Beal              | Richard Wallace      |                                  |
| 1934.  | The Little Minister                   | Babbie                      | Alan Hale              | Richard Wallace      |                                  |
| 1935.  | Break of Hearts                       | Constance Dane              | Charles Boyer          | Philip Moeller       |                                  |
| 1935.  | Alice Adams                           | Alice Adams                 | Fred MacMurray         | George Stevens       |                                  |
| 1935.  | Sylvia Scarlett                       | Sylvia Scarlett             | Cary Grant             | George Cukor         |                                  |
| 1936.  | Marija, kraljica Škotske              | Marija I., kraljica Škotske | Fredric March          | John Ford            |                                  |
| 1936.  | A Woman Rebels                        | Pamela Thislewaite          | Herbert Marshall       | Mark Sandrich        |                                  |
| 1937.  | Quality Street                        | Phoebe Throssel             | Franchot Tone          | George Stevens       |                                  |
| 1937.  | Ulaz na pozornicu                     | Terry Randall               | Adolphe Menjou         | Gregory La Cava      |                                  |
| 1938.  | Bringing Up Baby                      | Susan Vance                 | Cary Grant             | Howard Hawks         |                                  |
| 1938.  | Praznik                               | Linda Seton                 | Cary Grant             | George Cukor         |                                  |
| 1940.  | Priča iz Philadelphije                | Tracy Lord                  | Cary Grant             | George Cukor         |                                  |
| 1940.  | Priča iz Philadelphije                | Tracy Lord                  | James Stewart          | George Cukor         |                                  |
| 1942.  | Žena godine                           | Tess Harding                | Spencer Tracy          | George Stevens       |                                  |
| 1942.  | Čuvarica plamena                      | Christine Forrest           | Spencer Tracy          | George Cukor         |                                  |
| 1943.  | Stage Door Canteen                    | Ona sama                    | -                      | Frank Borzage        |                                  |
| 1944.  | Zmajevo sjeme                         | Jade                        | Walter Huston          | Jack Conway          |                                  |
| 1944.  | Zmajevo sjeme                         | Jade                        | Turhan Bey             | Jack Conway          |                                  |
| 1945.  | Without Love                          | Jamie Rowan                 | Spencer Tracy          | Harold S. Bucquet    |                                  |
| 1946.  | Skrivena struja                       | Ann Hamilton                | Robert Taylor          | Vincente Minnelli    |                                  |
| 1946.  | Skrivena struja                       | Ann Hamilton                | Robert Mitchum         | Vincente Minnelli    |                                  |
| 1947.  | More trave                            | Lutie Cameron               | Spencer Tracy          | Elia Kazan           |                                  |
| 1947.  | Pjesma ljubavi                        | Calra Wieck Schumann        | Paul Henreid           | Clarence Brown       |                                  |
| 1947.  | Pjesma ljubavi                        | Calra Wieck Schumann        | Robert Walker          | Clarence Brown       |                                  |
| 1948.  | State of the Union                    | Mary Matthews               | Spencer Tracy          | Frank Capra          |                                  |
| 1949.  | Adamovo rebro                         | Amanda Bonner               | Spencer Tracy          | George Cukor         |                                  |
| 1951.  | Afrička kraljica                      | Rose Sayer                  | Humphrey Bogart        | John Huston          |                                  |
| 1952.  | Pat i Mike                            | Patricia "Pat" Pemberton    | Spencer Tracy          | George Cukor         |                                  |
| 1955.  | Ljetno doba                           | Jane Hudson                 | Rossano Brazzi         | David Lean           |                                  |
| 1956.  | Čudotvorac                            | Lizzie Curry                | Burt Lancaster         | Joseph Anthony       |                                  |
| 1956.  | The Iron Petticoat                    | Vinka Kovelenko             | Bob Hope               | Ralph Thomas         |                                  |
| 1957.  | Desk Set                              | Bunny Watson                | Spencer Tracy          | Walter Lang          |                                  |
| 1957.  | Desk Set                              | Bunny Watson                | Gig Young              | Walter Lang          |                                  |
| 1959.  | Iznenada, prošlog ljeta               | Violet Venable              | Montgomery Clift       | Joseph L. Mankiewicz |                                  |
| 1962.  | Dugo putovanje u noć                  | Mary Tyrone                 | Ralph Richardson       | Sidney Lumet         |                                  |
| 1962.  | Dugo putovanje u noć                  | Mary Tyrone                 | Jason Robards          | Sidney Lumet         |                                  |
| 1962.  | Dugo putovanje u noć                  | Mary Tyrone                 | Dean Stockwell         | Sidney Lumet         |                                  |
| 1967.  | Pogodi tko dolazi na večeru           | Christine Drayton           | Spencer Tracy          | Stanley Kramer       |                                  |
| 1967.  | Pogodi tko dolazi na večeru           | Christine Drayton           | Sidney Poitier         | Stanley Kramer       | Oscar za najbolju glavnu glumicu |
| 1968.  | Zima jednog lava                      | Eleanor od Akvitanije       | Peter O'Toole          | Anthony Harvey       | Oscar za najbolju glavnu glumicu |
| 1969.  | The Madwoman of Chaillot              | Aurelia                     | Charles Boyer          | Bryan Forbes         |                                  |
| 1971.  | Trojanske žene                        | Hecuba                      | Patrick Magee          | Michael Cacoyannis   |                                  |
| 1973.  | A Delicate Balance                    | Agnes                       | Paul Scofield          | Tony Richardson      |                                  |
| 1975.  | Rooster Cogburn                       | Eula Goodnight              | John Wayne             | Stuart Millar        |                                  |
| 1978.  | Olly, Olly, Oxen Free                 | Gđica. Pudd                 | Kevin McKenzie         | Richard A. Colla     |                                  |
| 1981.  | Ljetnikovac na Zlatnom jezeru         | Ethel Thayer                | Henry Fonda            | Mark Rydell          | Oscar za najbolju glavnu glumicu |
| 1984.  | George Stevens: A Filmmaker's Journey | -                           | -                      | George Stevens Jr.   |                                  |
| 1985.  | Grace Quigley                         | Grace Quigley               | Nick Nolte             | Anthony Harvey       |                                  |
| 1994.  | Ljubavna afera                        | Ginny                       | Warren Beatty          | Glenn Gordon Caron   |                                  |

## Oscari
Tijekom svoje karijere filmske glumice, Katharine Hepburn je ukupno 12 puta bila nominirana za Oscar za najbolju glavnu glumicu. Od ovih 12 nominacija, četiri je puta odnijela nagradu. Ispod je popis njenih nominacija i ostalih nominiranih glumica.
| 1933.             | 1933.                      |                   | 1935.                           | 1935. |
| Glumica           | Film                       | Glumica           | Film                            |       |
| ----------------- | -------------------------- | ----------------- | ------------------------------- | ----- |
| Katharine Hepburn | Jutarnja slava             | Elisabeth Bergner | Escape Me Never                 |       |
| May Robson        | Dama za jedan dan          | Claudette Colbert | Privatni svjetovi               |       |
| Diana Wynyard     | Kavalkada                  | Bette Davis       | Opasna                          |       |
| -                 | -                          | Katharine Hepburn | Alice Adams                     |       |
| -                 | -                          | Miriam Hopkins    | Becky Sharp                     |       |
| -                 | -                          | Merle Oberon      | Mračni anđeo                    |       |
|                   |                            |                   |                                 |       |
| 1951.             | 1951.                      | 1955.             | 1955.                           |       |
| Glumica           | Film                       | Glumica           | Film                            |       |
| Katharine Hepburn | Afrička kraljica           | Susan Hayward     | Plakat ću sutra                 |       |
| Vivien Leigh      | Tramvaj zvan čežnja        | Katharine Hepburn | Ljetno doba                     |       |
| Eleanor Parker    | Detektivska priča          | Jennifer Jones    | Love is a Many Splendored Thing |       |
| Shelley Winters   | Mjesto pod suncem          | Anna Magnani      | Tetovirana ruža                 |       |
| Jane Wyman        | Plavi veo                  | Eleanor Parker    | Prekinuta melodija              |       |
|                   |                            |                   |                                 |       |
| 1956.             | 1956.                      | 1959.             | 1959.                           |       |
| Glumica           | Film                       | Glumica           | Film                            |       |
| Ingrid Berman     | Anastasia                  | Doris Day         | Šaputanja na jastuku            |       |
| Carroll Baker     | Baby Doll                  | Audrey Hepburn    | Priča o opatici                 |       |
| Katharine Hepburn | Čudotvorac                 | Katharine Hepburn | Iznenada, prošlog ljeta         |       |
| Nancy Kelly       | Sjeme zla                  | Simone Signoret   | Soba na vrhu                    |       |
| Deborah Kerr      | Kralj i ja                 | Elizabeth Taylor  | Iznenada, prošlog ljeta         |       |
|                   |                            |                   |                                 |       |
| 1962.             | 1962.                      | 1967.             | 1967.                           |       |
| Glumica           | Film                       | Glumica           | Film                            |       |
| Anne Bancroft     | Čudotvorac                 | Anne Bancroft     | Diplomac                        |       |
| Bette Davis       | Što se dogodilo Baby Jane? | Faye Dunaway      | Bonnie i Clyde                  |       |
| Katharine Hepburn | Dugo putovanje u noć       | Dame Edith Evans  | Šaptači                         |       |
| Geraldine Page    | Slatka ptica mladosti      | Audrey Hepburn    | Čekaj do mraka                  |       |
| Lee Remick        | Dani vina i ruža           | Katharine Hepburn | Pogodi tko dolazi na večeru     |       |
|                   |                            |                   |                                 |       |
| 1968.             | 1968.                      | 1981.             | 1981.                           |       |
| Glumica           | Film                       | Glumica           | Film                            |       |
| Katharine Hepburn | Zima jednog lava           | Katharine Hepburn | Ljetnikovac na Zlatnom jezeru   |       |
| Patricia Neal     | U pitanju bijahu ruže      | Diane Keaton      | Crveni                          |       |
| Vanessa Redgrave  | Isadora                    | Marsha Mason      | Samo kad se smijem              |       |
| Barbra Streisand  | Smiješna djevojka          | Susan Sarandon    | Atlantic City                   |       |
| Joanne Woodward   | Rachel, Rachel             | Meryl Streep      | Žena francuskog poručnika       |       |

## Vanjske poveznice
- Katharine Hepburn u internetskoj bazi filmova IMDb-u (engl.)